# St. Thomas Mount-cum-Pallavaram
St. Thomas Mount-cum-Pallavaram (Tamil: பரங்கிமலை மற்றும் பல்லாவரம் Paraṅkimalai maṟṟum Pallāvaram [ˈpaɾʌŋɡimalɛi ˈmatːrɯm ˈpalːaːʋəɾʌm]) ist eine Garnison mit eigener Kommunalverwaltung (cantonment board) im indischen Bundesstaat Tamil Nadu. Sie liegt im Vorortgürtel von Chennai (Madras), der Hauptstadt des Bundesstaates, und gehört zum Distrikt Chengalpattu. Die Einwohnerzahl beträgt rund 44.000 (Volkszählung 2011).
St. Thomas Mount-cum-Pallavaram liegt am Südwestrand von Chennai. Es hat eine Fläche von 12,9 Quadratkilometern und besteht aus zwei Teilen, St. Thomas Mount Cantonment im Norden und Pallavaram Cantonment im Süden. Die beiden Teile werden durch den Chennaier Stadtteil Meenambakkam mit dem Flughafen Chennai räumlich voneinander getrennt. Zu St. Thomas Mount Cantonment gehört der namensgebende Berg St. Thomas Mount, auf dem der Überlieferung nach der Apostel Thomas den Märtyrertod erlitten haben soll. Seit der Stadterweiterung 2011 bildet St. Thomas Mount eine Enklave innerhalb des Stadtgebiets von Chennai. Der andere Teil, Pallavaram Cantonment, liegt bei der Stadt Pallavaram.
Die Garnison St. Thomas Mount wurde während der britischen Kolonialzeit im Jahr 1774 eingerichtet und ist somit die zweitälteste Indiens. Die Garnison Pallavaram wurde 1882 gegründet. Im Jahr 1905 wurden die beiden Garnisonen zusammengelegt.
65 Prozent der Einwohner von St. Thomas Mount-cum-Pallavaram sind Hindus, 25 Prozent sind Christen und 7 Prozent Muslime. Die Hauptsprache ist, wie in ganz Tamil Nadu, das Tamil, das von 87 Prozent der Bevölkerung als Muttersprache gesprochen wird. 6 Prozent sprechen Telugu, jeweils 2 Prozent Hindi und Malayalam und 3 Prozent übrige Sprachen.